# Altos Mirandinos
Los Altos Mirandinos es un área metropolitana y región de Venezuela, es la zona poblada más alta del estado Miranda, en cierta forma el nombre alude su condición montañosa en contraste con otras regiones del estado llanas, pero también muy pobladas como los Valles del Tuy y Barlovento. El área metropolitana de Los Altos Mirandinos tiene una población de 454 929 habitantes, la cual forma parte a su vez de la Gran Caracas.

## Características
La capital del estado Miranda, Los Teques, se localiza en esta región. Engloba además los municipios Guacaipuro, Carrizal, y Los Salias, se encuentra comunicada con Caracas por medio de la Carretera Panamericana y la carretera del valle del río San Pedro, así como por la autopista Regional del Centro, entre sus núcleos de población destacan además de Los Teques, San Antonio de Los Altos, San Pedro de Los Altos, Carrizal, San Diego de los Altos y San José de Los Altos. Su altitud media supera los 1300 metros de altura y posee un clima relativamente templado.